# Praha 3
Praha 3 označuje jednotku několika způsobů členění hlavního města Prahy, které mají ovšem pokaždé stejné územní vymezení. Prahu 3 jako městskou část, správní obvod i městský obvod tvoří téměř celé katastrální území Žižkov, menší část kat. úz. Vinohrady a okrajové části Vysočan a Strašnic. Nachází se přibližně uprostřed území Prahy, východně od historického jádra. Zahrnuje také vrch Vítkov.
Městská část Praha 3 je jednotka místní samosprávy územně členěného statutárního města Prahy, která je spravována voleným zastupitelstvem, radou a úřadem městské části.
Správní obvod Praha 3 je území, na kterém vykonává městská část Praha 3 (jednotka územní samosprávy) určitý rozsah státní správy v přenesené působnosti.
Obvod Praha 3 je jednotka územního členění státu na podobné úrovni jako okres. Funguje na ní řada článků řízení z jiných než administrativně správních oblastí (např. Obvodní soud pro Prahu 3).

## Městská část Praha 3

### Popis
Praha se člení na celkem 57 městských částí. Městské části poprvé stanovil s účinností od 24. listopadu 1990 dnes již zrušený zákon č. 418/1990 Sb., o hlavním městě Praze. Postavení a působnost městských částí v současné době upravuje zákon č. 131/2000 Sb., o hlavním městě Praze, zvláštní zákon a obecně závazná vyhláška č. 55/2000 Sb. hl. m. Prahy. Městská část je samostatný celek spravovaný voleným zastupitelstvem, radou a úřadem městské části. Stejně jako hlavní město Praha i každá městská část sama hospodaří s vlastním rozpočtem, který je sestavován individuálně dle potřeb dané městské části.
Má rozlohu 649 ha a leží východně od centra města. Praha 3 zahrnuje téměř celé katastrální území Žižkov (s výjimkou plochy mezi železničními tratěmi u Krejcárku), severovýchodní část katastrálního území Vinohrady (severně od Korunní ul. a východně od vodárny a Slavíkovy ul.) a malé části katastrálních území Strašnice (průmyslové a skladové areály Tesla Strašnice a Pramen Praha a tenisové dvorce v oblasti Třebešína) a Vysočany (sportovní areál a zahrádkářské osady Na Balkáně).

### Zastupitelstvo
Zastupitelstvo má na Praze 35 členů a členek.
| Koalice (19) | Koalice (19)                      | Koalice (19)                | Koalice (19)                    | Opozice (16) | Opozice (16)                      | Opozice (16)                                    | Opozice (16)                                |
| TOP 09 a STAN s podporou Žižkov sobě · TOP 09 a STAN s podporou Žižkov sobě · TOP 09 a STAN s podporou Žižkov sobě · TOP 09 a STAN s podporou Žižkov sobě · TOP 09 a STAN s podporou Žižkov sobě · TOP 09 a STAN s podporou Žižkov sobě · TOP 09 a STAN s podporou Žižkov sobě · TOP 09 a STAN s podporou Žižkov sobě · TOP 09 a STAN s podporou Žižkov sobě · TOP 09 a STAN s podporou Žižkov sobě · TOP 09 a STAN s podporou Žižkov sobě | Piráti · Piráti · Piráti · Piráti | PRAHA 3 SOBĚ · PRAHA 3 SOBĚ | Zelení Praha 3 · Zelení Praha 3 | Koalice pro P3 (ODS a KDU-ČSL) · Koalice pro P3 (ODS a KDU-ČSL) · Koalice pro P3 (ODS a KDU-ČSL) · Koalice pro P3 (ODS a KDU-ČSL) · Koalice pro P3 (ODS a KDU-ČSL) · Koalice pro P3 (ODS a KDU-ČSL) | ANO · ANO · ANO · ANO · ANO · ANO | Trikolora a SPD pro P3 · Trikolora a SPD pro P3 | PATRIOTI PRO PRAHU 3 · PATRIOTI PRO PRAHU 3 |

## Správní obvod Praha 3
Městská část Praha 3 vykonává rozšířenou působnost státní správy pro své vlastní území a je tak již od svého vzniku jedním ze správních obvodů, jejichž počet se 1. července 2001 ustálil na 22.

## Obvod Praha 3
Praha 3 je od 11. dubna 1960 na základě zákona č. 36/1960 Sb. jedním z 10 obvodů hlavního města Prahy. Obvod Praha 3 vznikl v podstatě přečíslováním a drobnou úpravou dosavadního obvodu Praha 11 z let 1949–1960, který byl nástupcem obvodu Praha XI z roku 1923.